# A Foozle at the Tee Party
A Foozle at the Tee Party  è un cortometraggio muto del 1915 prodotto e diretto da Hal Roach. Interpretato da Harold Lloyd, il film fa parte della serie di comiche che avevano come protagonista il personaggio di Lonesome Luke.

## Trama
Luke ruba un portafoglio da un giocatore di golf e di conseguenza ottiene l'ingresso ad un corso di golf. La confusione arriva.

## Produzione
Il film fu prodotto da Hal Roach per la Rolin Films (come Phunphilms). Venne girato dal 29 luglio al 14 agosto 1915.

## Distribuzione
Distribuito dalla Pathé Exchange, uscì nelle sale cinematografiche USA l'8 dicembre 1915.